# Mistrzostwa Europy w Zapasach 1980
34. Mistrzostwa Europy w zapasach odbywały się od 20 do 28 kwietnia 1980 roku w Prievidzy w Czechosłowacji.		

## Styl klasyczny

### Medaliści
| Konkurencja | Złoto                | Srebro               | Brąz                |
| ----------- | -------------------- | -------------------- | ------------------- |
| -48 kg      | Roman Kierpacz       | Żaksyłyk Üszkempyrow | Totjo Andonow       |
| -52 kg      | Wachtang Blagidze    | Rolf Krauß           | Mładen Mładenow     |
| -57 kg      | Witalij Konstantinow | Benni Ljungbeck      | Julien Mewis        |
| -62 kg      | Nelson Dawidian      | Ryszard Świerad      | Ion Păun            |
| -68 kg      | Ștefan Rusu          | Anatolij Krawczenko  | Tapio Sipilä        |
| -74 kg      | Nedełczo Nedew       | Mikko Huhtala        | Wiaczesław Mkryczew |
| -82 kg      | Giennadij Korban     | Leif Andersson       | Paweł Pawłow        |
| -90 kg      | Igor Kanygin         | Frank Andersson      | Stojan Nikołow      |
| -100 kg     | Georgi Rajkow        | Vasile Andrei        | József Farkas       |
| +100 kg     | Nikoła Dinew         | Jewgienij Artiuchin  | Prvoslav Ilić       |

### Tabela medalowa
| Lp. | Państwo    | Złoto | Srebro | Brąz |
| --- | ---------- | ----- | ------ | ---- |
| 1   | ZSRR       | 5     | 3      | 1    |
| 2   | Bułgaria   | 3     | 0      | 4    |
| 3   | Rumunia    | 1     | 1      | 1    |
| 4   | Polska     | 1     | 1      | 0    |
| 5   | Szwecja    | 0     | 3      | 0    |
| 6   | Finlandia  | 0     | 1      | 1    |
| 7   | RFN        | 0     | 1      | 0    |
| 8   | Węgry      | 0     | 0      | 1    |
|     | Jugosławia | 0     | 0      | 1    |
|     | Belgia     | 0     | 0      | 1    |

## Styl wolny

### Medaliści
| Konkurencja | Złoto                  | Srebro               | Brąz                    |
| ----------- | ---------------------- | -------------------- | ----------------------- |
| -48 kg      | Rumen Jordanow         | Arszak Sanonjan      | Władysław Olejnik       |
| -52 kg      | Nermedin Selimow       | Jaragi Szugajew      | Władysław Stecyk        |
| -57 kg      | Gurgen Baghdasarian    | Iwan Coczew          | Aurel Neagu             |
| -62 kg      | Magomied-Gasan Abuszew | Simeon Szterew       | Zoltán Szalontai        |
| -68 kg      | Sajpułła Absaidow      | Iwan Jankow          | Stanisław Chiliński     |
| -74 kg      | Martin Knosp           | Reinhold Steingräber | Gieorgij Makasaraszwili |
| -82 kg      | Ismaił Abiłow          | Gieorgij Kałojew     | Günter Bussarello       |
| -90 kg      | Sanasar Oganisian      | Uwe Neupert          | Christophe Andanson     |
| -100 kg     | Magomied Magomiedow    | Sławczo Czerwenkow   | Harald Büttner          |
| +100 kg     | Petyr Iwanow           | Sałman Chasimikow    | Adam Sandurski          |

### Tabela medalowa
| Lp. | Państwo  | Złoto | Srebro | Brąz |
| --- | -------- | ----- | ------ | ---- |
| 1   | ZSRR     | 5     | 4      | 1    |
| 2   | Bułgaria | 4     | 4      | 0    |
| 3   | RFN      | 1     | 0      | 0    |
| 4   | NRD      | 0     | 2      | 1    |
| 5   | Polska   | 0     | 0      | 4    |
| 6   | Rumunia  | 0     | 0      | 1    |
|     | Węgry    | 0     | 0      | 1    |
|     | Francja  | 0     | 0      | 1    |
|     | Austria  | 0     | 0      | 1    |